# Samnaun
Samnaun (Reto-Romaans: Samignun of Samagnun; Italiaans (verouderd): Samignone) is een gemeente in het Zwitserse kanton Graubünden.
De gemeente Samnaun bestaat uit de bergdorpen Samnaun, Compatsch, Laret, Ravaisch en Samnaun-Plan. Dichtbij ligt het Oostenrijkse Ischgl. Tot 1912 was de plaats vanwege zijn geïsoleerde ligging alleen via Oostenrijk bereikbaar. In tegenstelling met het Unter Engadin wordt hier geen Reto-Romaans maar Tiroler Duits gesproken en is de bevolking rooms-katholiek gebleven. Samnaun verwisselde in de negentiende eeuw het Reto-Romaans voor het Tirools en is daarmee de enige plaats in Zwitserland waar men een Beiers dialect spreekt - alle andere Zwitserduitse dialecten zijn Alemannisch.
Samnaun ligt net als het Italiaanse Livigno in een douanevrije zone. Veel mensen komen speciaal naar hier om rookwaar, drank, benzine en luxe goederen te kopen. 's Winters ontpopt de plaats zich samen met het aangrenzende Ischgl als een belangrijk wintersportcentrum en skigebied; de Silvretta Arena.
's Zomers is Samnaun een geliefde plaats bij bergwandelaars. In het omringende gebergte, met als hoogste top de Muttler (3294 m) van de Samnaungroep, is een groot aantal gemarkeerde wandelingen uitgezet.
Samnaun is ook de plaats waar jaarlijks het wereldkampioenschap Kerstman/Sinterklaas wordt georganiseerd, de zogenaamde Clau Wau-kampioenschappen. In 2008 behaalde een Belgische delegatie er de zesde plaats.

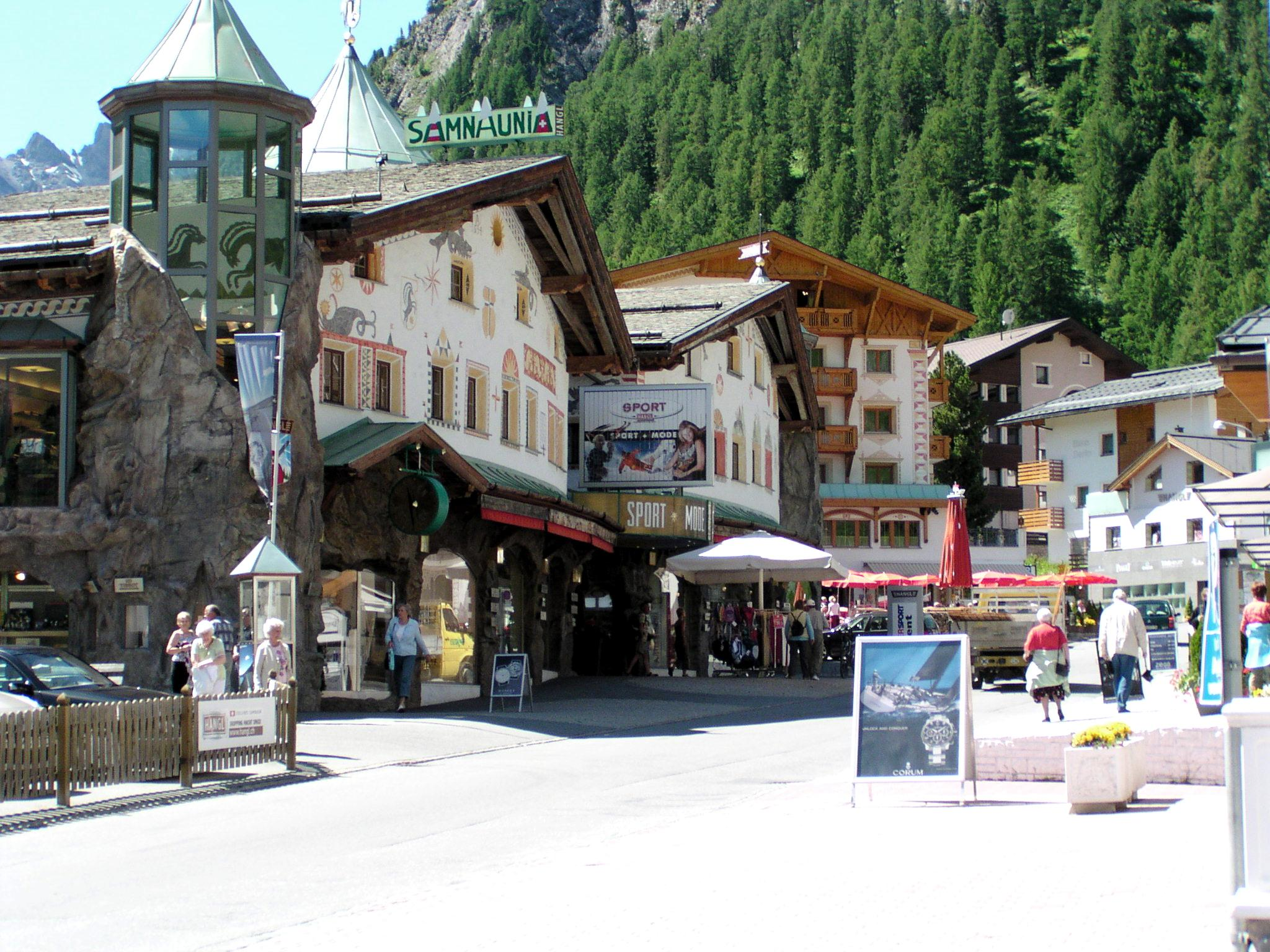
Het dorp Samnaun
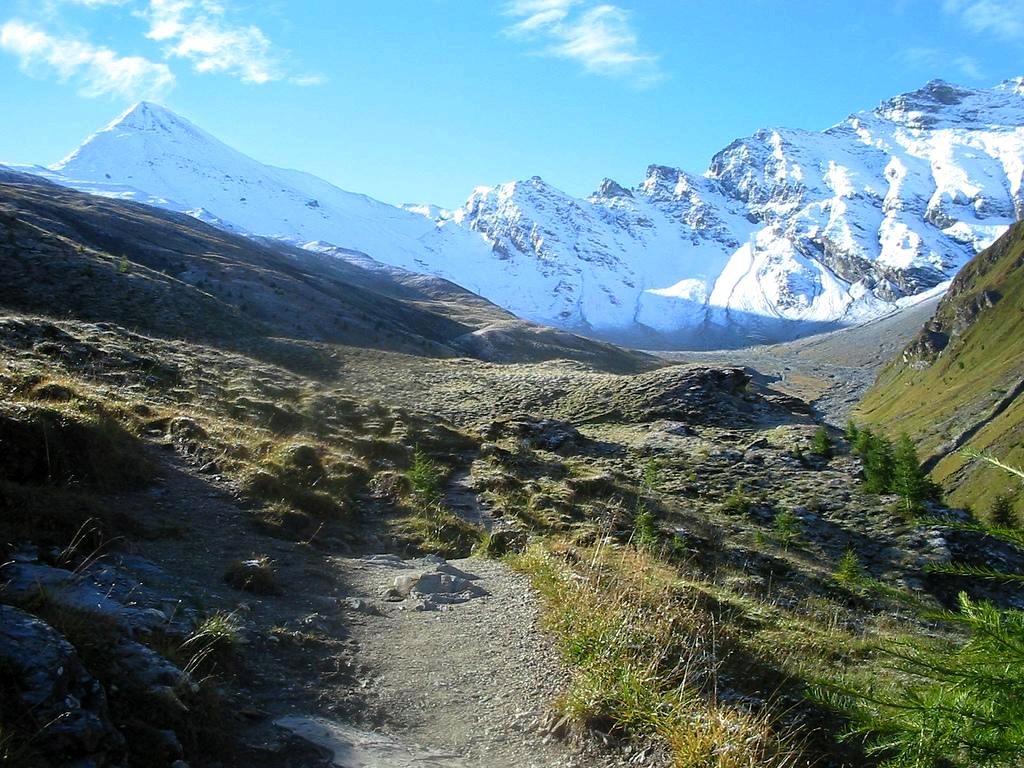
Muttler
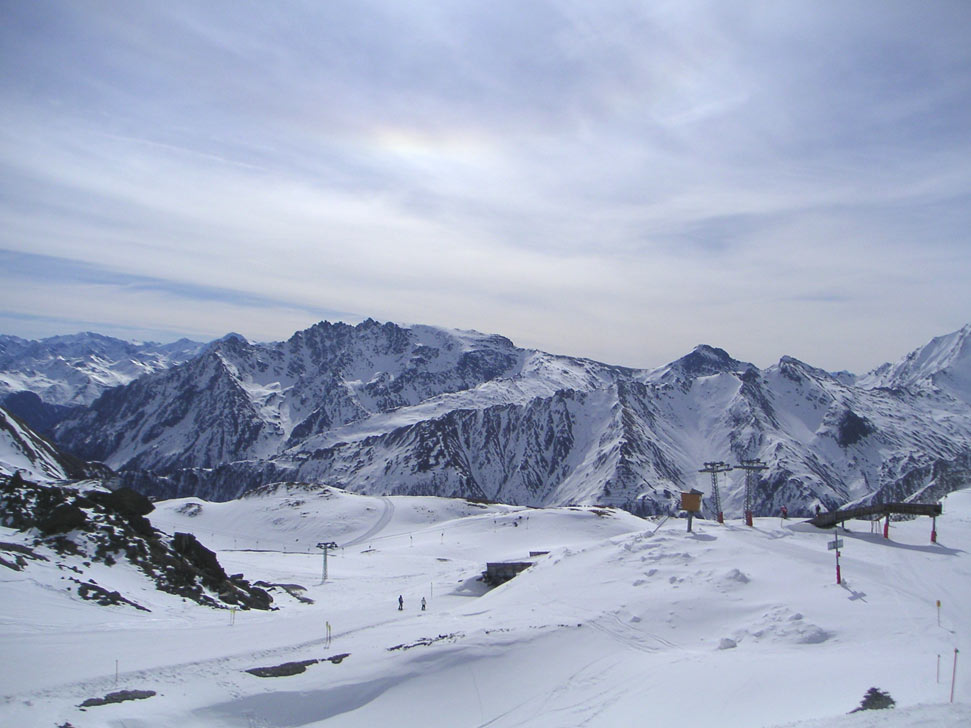
Samnaun